# Vallès Oriental
Le Vallès Oriental est une comarque catalane d'Espagne, située dans la province de Barcelone. Son chef-lieu est Granollers.

## Carte
| Anoia Bages Segarra Solsonès Conca de · Barberà Moianès Osona Berguedà Basse · Cerdagne Alt · Urgell Pallars · Sobirà Val d'Aran Alta · Ribagorça Pallars · Jussà Noguera Urgell Pla · d'Urgell Segrià Garrigues Alt · Penedès Baix · Llobregat Barcelonès Vallès · Occidental Maresme Vallès · Oriental Ripollès Garrotxa Alt Empordà Pla de · l'Estany Gironès Selva Baix · Empordà Garraf Baix · Penedès Tarragonès Alt · Camp Baix · Camp Priorat Ribera · d'Ebre Terra · Alta Baix Ebre MontsiàFrance Pyrénées-Orientales Ariège Haute · Garonne Andorre Aragon Communauté valencienneMer Méditerranée |

## Géographie

### Situation
Il fait partie de la région métropolitaine de Barcelone et forme avec le Vallès Occidental la grande comarque du Vallès. Il est limitrophe des comarques de l'Osona au nord, de la Selva au nord-est, du Maresme au sud-est, du Barcelonès au sud, du Vallès Occidental au sud-ouest et du Moianès au nord-ouest.

### Végétation
La végétation naturelle du Vallès Oriental est typiquement méditerranéenne, avec une prédominance de chêne vert, chêne-liège et de pin d'Alep. Plus tard sont apparues des forêts de hêtre européen et de sapin blanc.

## Démographie
| 1497    | 1515    | 1553    | 1717    | 1787    | 1857    | 1877    | 1887    |
| ------- | ------- | ------- | ------- | ------- | ------- | ------- | ------- |
| 1 726   | 1 825   | 2 019   | 17 892  | 24 808  | 46 511  | 45 885  | 45 623  |
| 1900    | 1910    | 1920    | 1930    | 1940    | 1950    | 1960    | 1970    |
| 45 826  | 50 548  | 54 512  | 64 887  | 69 708  | 72 310  | 90 058  | 155 298 |
| 1981    | 1990    | 1992    | 1994    | 1996    | 1998    | 2000    | 2002    |
| 226 382 | 257 840 | 267 296 | 280 130 | 285 129 | 295 399 | 309 459 | 329.594 |
| 2004    | 2005    | 2006    |         |         |         |         |         |
| 350 566 | 361 319 | 371 387 |         |         |         |         |         |

## Communes
Les communes composant le Vallès Oriental sont :
Etat de la population en 2005
| Communes                    | Population | Communes                    | Population | Communes                   | Population |
| --------------------------- | ---------- | --------------------------- | ---------- | -------------------------- | ---------- |
| Aiguafreda                  | 2 467      | L'Ametlla del Vallès        | 7 319      | Bigues i Riells            | 7 155      |
| Caldes de Montbui           | 15 536     | Campins                     | 354        | Canovelles                 | 14 668     |
| Cardedeu                    | 15 018     | Castellcir                  | 528        | Castellterçol              | 2 195      |
| Cànoves i Samalús           | 2 375      | Figaró-Montmany             | 1 020      | Fogars de Montclús         | 417        |
| Les Franqueses del Vallès   | 15 196     | la Garriga                  | 13 472     | Granera                    | 79         |
| Granollers                  | 57 796     | Gualba                      | 988        | La Llagosta                | 13 455     |
| Llinars del Vallès          | 8 166      | Lliçà d'Amunt               | 12 439     | Lliçà de Vall              | 5 821      |
| Martorelles                 | 4 903      | Mollet del Vallès           | 51 218     | Montmeló                   | 8 804      |
| Montornès del Vallès        | 14 190     | Montseny                    | 306        | Parets del Vallès          | 16 202     |
| La Roca del Vallès          | 8 946      | Sant Antoni de Vilamajor    | 4 627      | Sant Celoni                | 15 081     |
| Sant Esteve de Palautordera | 1 961      | Sant Feliu de Codines       | 5 282      | Sant Fost de Campsentelles | 7 265      |
| Sant Pere de Vilamajor      | 3 444      | Sant Quirze Safaja          | 543        | Santa Eulàlia de Ronçana   | 5 814      |
| Santa Maria de Martorelles  | 763        | Santa Maria de Palautordera | 7 762      | Tagamanent                 | 265        |
| Vallgorguina                | 1 881      | Vallromanes                 | 1 911      | Vilalba Sasserra           | 564        |
| Vilanova del Vallès         | 3 282      |                             |            |                            |            |